# Бигаев, Борис Георгиевич
Бори́с Гео́ргиевич Бига́ев (осет. Бигъаты Георгийы фырт Борис; род. 22 июля 1951, Старый Батакоюрт, Северо-Осетинская АССР) — советский борец вольного стиля, чемпион Европы и абсолютный чемпион СССР. Мастер спорта международного класса по вольной борьбе.

## Биография
Родился 22 июля 1951 года в селении Старый Батакоюрт Северной Осетии. В 1968 году стал заниматься борьбой у К. Габисова и в 1970 году под его руководством стал чемпионом СССР и РСФСР среди юниоров.
В 1975 году стал абсолютным чемпионом СССР.
В 1977 году окончил Киевский институт физической культуры. В Киеве стал тренироваться у Ю. Гусова и А. Ялтыряна. Несколько лет входил в состав сборной команды УССР и СССР.
В 1977 году стал серебряным призёром Кубка мира. В 1978 году стал чемпионом Европы. Шестикратный победитель тбилисского международного турнира (1974, 1975, 1977, 1978, 1982, 1983). Неоднократный призёр чемпионатов СССР.
В 1976 и 1983 годах становился бронзовым призёром чемпионатов Европы. Высших успехов добился выступая за сборную Украинской ССР. Боролся в весовой категории свыше 100 кг.

## Спортивные достижения
- Чемпион Европы в Софии (1978)
- Абсолютный чемпион СССР (1975)
- Шестикратный победитель тбилисского международного турнира (1974, 1975, 1977, 1978, 1982, 1983)
- Чемпион СССР среди молодежи (1970)
- Чемпион РСФСР среди молодежи (1970)